# Phillip Pipersburg
Phillip Pipersburg, född 15 maj 1955, död 11 april 2018, var en friidrottare från Belize. Han deltog vid olympiska sommarspelen 1984.